# Précy-le-Sec
Précy-le-Sec település Franciaországban, Yonne megyében. Lakosainak száma 238 fő (2022. január 1.). Précy-le-Sec Arcy-sur-Cure, Girolles, Annay-la-Côte, Joux-la-Ville, Lucy-le-Bois, Saint-Moré és Voutenay-sur-Cure községekkel határos.

## Népesség
A település népességének változása:
| Lakosok száma | 274  | 252  | 261  | 253  | 251  | 248  | 245  | 241  | 238  |
|               | 2013 | 2015 | 2016 | 2017 | 2018 | 2019 | 2020 | 2021 | 2022 |